# Rebecca Cavalcante
Rebecca Cavalcante Barbosa da Silva (Fortaleza, 23 de abril  de  1993) é uma voleibolista brasileira praticante da modalidade de vôlei de praia e que foi ex-voleibolista  indoor. No vôlei de praia conquistou a medalha de ouro nos Jogos Sul-Americanos de Praia de 2011 no Equador. Também foi semifinalista no Campeonato Mundial de Vôlei de Praia Sub-19 de 2010 em Portugal, e disputou no Canadá duas edições do Campeonato Mundial de Vôlei de Praia Sub-21, em 2011 e 2012, nesta última foi medalhista de prata.

## Carreira
No vôlei de quadra ocorreu seus primeiros passos de atletaatuava pelas categorias de base do  Osasco Voleibol Clube e foi submetida a cirurgia no joelho, após recuperação deu início a sua carreira profissional vôlei de praia, na ocasião uma safra de jovens talentos sob o comando do técnico  Reis Castro.
Em 2010 foi pré-convocada para a Seleção Brasileira de Vôlei de Praia para s treinados visando a edição do Campeonato Mundial de Vôlei de Praia Sub-19 realizada em Porto, Portugal, e ao lado de Juliana Simões competiu na referida edição e finalizou na quarta colocação
Porto.Com Carolina Horta disputou  em 2010 o Circuito Brasileiro de Vôlei de Praia Sub-19.
No ano de 2011 representou o país na edição do Campeonato Mundial de Voleibol de Praia Sub-21 em Halifax, Canadá, ocasião que atuou ao lado da conterrânea Carolina Horta, mas finalizaram apenas na nona colocação; e com esta atleta finalizaram na etapa de Assunção, Paraguai, válida pelo Circuito Sul-Americano de Vôlei de Praia 2010-11.No mesmo ano representou o país ao lado de Neide Sabino  na edição dos Jogos Sul-Americanos de Praia sediado em Manta, Equador, e foram medalhistas de ouroinvictas.
Ao lado de Carolina Horta competiu na edição do Circuito Brasileiro de vôlei de Praia Sub-21 de 2011, conquistando os títulos da Etapa de Salvador, do CuritibaVitória,  Rio de Janeiro , Balneário Camboriú , Maceió, Santa Maria e Aracaju e vice-campeãs na etapa de Guarujá, foram terceira colocadas  em Recife e conquistaram o título geral da temporada e foi premiada como a atleta de Melhor Levantamento da edição.
Ainda em 2011 com Carol Horta foi vice-campeã da etapa de Assunción, Paraguai válida pelo Circuito Sul-Americano de Vôlei de Praia2010-11.
Formou dupla com Neide Sabino para a disputa do Circuito Estadual Regional Banco do Brasil de 2011 conquistando o título do Ceará, e pelo mesmo circuito e ao lado de  Naiana Rodrigues  obtiveram o título do Maranhão e com Carolina Horta foi campeã em Rondônia e foi eleita a Revelação do Circuito Banco do Brasil de Vôlei de praia de 2011.
Disputou a etapa da Praia de Agua Dulce, em Lima no Peru, pelo Circuito Sul-Americano de Vôlei de Praia de 2011-12 conquistando a medalha de ouro ao lado de Neide Sabino, já na etapa de Montevidéu, na arena montada em Pocitos sagrou-se novamente campeã ao lado de  Drussyla Costa.Voltou  a representar o país na edição do Campeonato Mundial de Vôlei de Praia Sub-21 de 2012, sediado em Halifax, desta vez chegou a final ao lado de Drussyla Costa e foram medalhistas de prata.
Na temporada de 2012 competiu com Carolina Horta no Circuito Brasileiro Sub-21, em busca do bicampeonato na categoria, elas venceram a primeira etapa em Florianópolis, também a etapa de Fortaleza, desta vez foi ao lado de  Nicole Meireles, já em São José venceu ao lado de Carolina Horta e ficou fora do pódio em Maringá e em João Pessoa.Na mesma temporada, competiu ao lado de Neide Sabino no Circuito Estadual Regional de 2012, quando venceram a etapa de Natal, também conquistaram os títulos em João Pessoa e em Fortaleza e Maceió.
Em 2012 também disputou com Neide o Circuito Banco do Brasil Challenger, e na etapa de São Luís ficaram com o terceiro lugar, novamente ao lado de Carolina Horta competiu também em etapas do Circuito Banco do Brasil Sub-23 e foram campeãs da etapa de Aracaju e foram vice-campeãs na etapa de João Pessoa, e jogando com Drussyla Costa conquistou o título da etapa do Rio de Janeiro.
Na temporada 2012-13 formou dupla com Liliane Maestrini e foram campeãs da etapa de Santa Fé, Argentina, e juntas neste mesmo circuito disputaram a etapa de Lima, Peruconquistando novamente o título, mesmo feito obtido na etapa de Asunción, Paraguai; neste circuito competiu com Thais Rodrigues na etapa de Puerto La Cruz, terminando com a medalha de prata.
Ao lado de Liliane Maestrini conquistou pela primeira vez o título de uma etapa do Circuito Banco do Brasil Open , a façanha ocorreu na etapa do Rio de Janeiro válida pelo referido circuito na temporada 2012-13, foram vice-campeãs na etapa de Campinas , terceiras colocadas na etapa de Fortaleza e de Curitiba e quarta colocadas em Goiânia e também em Cuiabáe Brasília, juntas alcançaram o quinto lugar nas etapas de Belo Horizonte, João Pessoa e Maceió, finalizando com o vice-campeonato geral do circuito.
Novamente forma dupla com Neide Sabino e disputaram etapas do Circuito Challenger Banco do Brasil correspondente a temporada 2013, sagrando-se vice-campeãs na etapa de Teresina e o bronze na etapa de Aracaju.Com Liliane Maestrini (Lili) disputou o Circuito Banco do Brasil Open de 2013-14, sendo campeãs na etapa de Vitória,  segundo posto em Recife, terceiras colocações no Guarujá e Fortaleza, além dos quartos lugares nas etapas de Brasília e Rio de Janeiro.
No final de 2013 optou em afastar-se das competições devido à gravidez, época que ao lado de Liliana Maestrini ocupava a terceira posição no ranking das duplas nacionaisnão concluindo a temporada 2013-14.Em junho de 2014 nasceu sua primeira filha,Isabella, fruto do seu relacionamento com Evandro.
Em setembro de 2014, voltou a competir na etapa de Niterói pelo Circuito Brasileiro Open 2014-15 ao lado de Lili finalizando na quinta posição, mesmo posto obtido em Campinas, Porto Alegre e São José ,  juntas competiram também no Grand Slam de São Paulo, encerrando em nono lugar e também disputaram a etapa do Aberto do Paraná (Argentina) válida pelo Circuito Mundial de 2014 e conquistaram o bronze.
Ao lado de Lili finalizaram na quinta posição em Fortaleza, João Pessoa e Recife ainda pelo Circuito Brasileiro de Vôlei de Praia de 2014-15 e foram medalhistas de bronze na etapa de La Serena, no Chile, válida pelo Circuito Sul-Americano de Vôlei de Praia 2014-15; foram campeãs da segunda edição do  Superpraia B 2015 realizado em Maceió.Na temporada de 2015 disputou a edição do Circuito Brasileiro Sub-23 de Vôlei de Praia ao lado de  Ana Patrícia  e obtiveram o vice-campeonato da etapa de Chapecó, também na etapa de Campo Grande e campeãs na etapa de Vitória.
Em 2015 retomou a dupla com Neide Sabino para as etapas do Circuito Banco do Brasil Challenger, sendo que alcançaram o vice-campeonato na etapa de Cabo Frio.No Circuito Brasileiro Open 2015-16 foram vice-campeãs na etapa de Natal e na etapa de Brasília, nesta estreava a dupla com Elize Maia e com Lili foram quinta colocadas na etapa de João Pessoa e quartas colocadas na de Fortaleza .
Disputou as etapas do Circuito Challenger Banco do Brasil de 2016, ao lado de Neide foi campeã na etapa de João Pessoa, obtiveram a nona posição na etapa de Jaboatão dos Guararapes.Com Neide disputou o Aberto de Vitória  pelo Circuito Mundial de 2016 finalizaram na vigésima quinta colocação e jogando com Lili foram medalhistas de bronze no Aberto de Fortaleza  neste mesmo circuito.Com Neide ainda em 2016 foram campeãs da sétima etapa do Circuito Sul-Americano de Vôlei de Praia 2015-16 realizada em Asunción, no Paraguai.
Pelo Circuito Brasileiro Open de 2016-17 disputou a etapa de Campo Grande ao lado de Carol , com Elize Maia foram vice-campeãs na etapa de Brasília, de Uberlândia e  na de Curitiba.Depois formou dupla com Juliana Silva na etapa de São José sagrando-se campeã, pelo mesmo circuito já em 2017 formou dupla com Ana Patrícia Ramos, sob o comando de Reis Castro, finalizando em quinto lugar na etapa de João Pessoa, mesmo posto alcançado nas etapas de Maceió e Aracaju, mas finalizaram com o vice-campeonato na  nona etapa em Vitória.
Em 2017 foi  convocada para representar o país no Circuito Sul-Americano  de 2017 e ao lado de Ana Patrícia competiu na etapa de Coquimbo, no Chile,  sagrando-se campeãs.E ao lado de Ana Patrícia foi vice-campeã da edição do Desafio Gigantes da Praia 2017 realizado no Rio de Janeiro, e disputaram o Superpraia de 2017  em Niterói encerrando na quarta posição.
Em 2019 conquistou conquistaram ao lado de Ana Patrícia a medalha de ouro nos Jogos Sul-Americanos de Praia na cidade de Rosário, Argentina

## Títulos e resultados
- Challenge de Guadalajara do Circuito Mundial de 2024
- Elite 16 de Gstaad do Circuito Mundial de 2024
- Challenge de Chiang Mai do Circuito Mundial de 2023
- Challenge de Espinho do Circuito Mundial de 2023
- Aberto de Fortaleza do Circuito Mundial de Voleibol de Praia:2016[63]
- Aberto Paraná (Argentina)  do Circuito Mundial de Voleibol de Praia:2014[64]
- Campeonato Mundial de Voleibol de Praia Sub-19:2010[4]
- Etapa de Coquimbo do Circuito Sul-Americano de Vôlei de Praia:2017[86]
- Etapa de Assunción do Circuito Sul-Americano de Vôlei de Praia:2012-13[43] e 2015-16[75]
- Etapa de Lima do Circuito Sul-Americano de Vôlei de Praia:2012-13[42]
- Etapa de Santa Fé do Circuito Sul-Americano de Vôlei de Praia:2012-13[40]
- Etapa de Montevidéu do Circuito Sul-Americano de Vôlei de Praia:2011-12[27]
- Etapa de Lima do Circuito Sul-Americano de Vôlei de Praia:2011-12[26]
- Etapa de Puerto La Cruz do Circuito Sul-Americano de Vôlei de Praia:2012-13[44]
- Etapa de Asunción do Circuito Sul-Americano de Vôlei de Praia:2010-11[21]
- Etapa de La Serena do Circuito Sul-Americano de Vôlei de Praia:2014-15[65]
- Desafio Gigantes da Praiaː2017[87]
- Etapa de São José do Circuito Brasileiro de Vôlei de Praia: 2016-17[80]
- Etapa de Vitória do Circuito Brasileiro de Vôlei de Praia: 2016-17[84]
- Etapa de Curitiba do Circuito Brasileiro de Vôlei de Praia: 2016-17[79]
- Etapa de Uberlândia do Circuito Brasileiro de Vôlei de Praia: 2016-17[78]
- Etapa de Brasília do Circuito Brasileiro de Vôlei de Praia:2015-16[72] e 2016-17[77]
- Etapa de Natal do Circuito Brasileiro de Vôlei de Praia:2015-16[71]
- Superpraia A:2017[88]
- Superpraia B:2015[66]
- Etapa de Vitória do Circuito Brasileiro de Vôlei de Praia:2013-14[59]
- Etapa de Recife do Circuito Brasileiro de Vôlei de Praia:2013-14[59]
- Etapa do Guarujá do Circuito Brasileiro de Vôlei de Praia:2013-14[59]
- Etapa do Fortaleza do Circuito Brasileiro de Vôlei de Praia:2013-14[59]
- Etapa do Fortaleza do Circuito Brasileiro de Vôlei de Praia:2015-16[63]
- Etapa do Rio de Janeiro do Circuito Brasileiro de Vôlei de Praia:2013-14[59]
- Etapa do Brasília do Circuito Brasileiro de Vôlei de Praia:2013-14[59]
- Circuito Brasileiro de Voleibol de Praia:2012-13[56]
- Etapa do Rio de Janeiro do Circuito Brasileiro de Vôlei de Praia:2012-13[45]
- Etapa de Campinas do Circuito Brasileiro de Vôlei de Praia:2012-13[46]
- Etapa de Curitiba do Circuito Brasileiro de Vôlei de Praia:2012-13[48]
- Etapa de Fortaleza do Circuito Brasileiro de Vôlei de Praia:2012-13[47]
- Etapa de Goiânia do Circuito Brasileiro de Vôlei de Praia:2012-13[49]
- Etapa de Cuiabá do Circuito Brasileiro de Vôlei de Praia:2012-13[50]
- Etapa de Brasília do Circuito Brasileiro de Vôlei de Praia:2012-13[51]
- Etapa de Cabo do Circuito Brasileiro Challenger de Vôlei de Praia:2016[73]
- Etapa de Cabo do Circuito Brasileiro Challenger de Vôlei de Praia:2015[70]
- Etapa de Teresina do Circuito Brasileiro Challenger de Vôlei de Praia:2013[57]
- Etapa de Aracaju do Circuito Brasileiro Challenger de Vôlei de Praia:2013[58]
- Etapa de São Luís do Circuito Brasileiro Challenger de Vôlei de Praia:2012[36]
- Etapa de Alagoas do Circuito Estadual Regional de Vôlei de Praia:2012[35]
- Etapa de Paraíba do Circuito Estadual Regional de Vôlei de Praia:2012[34]
- Etapa de Ceará do Circuito Estadual Regional de Vôlei de Praia:2012[34]
- Etapa de Rio Grande do Norte do Circuito Estadual Regional de Vôlei de Praia:2012[33]
- Etapa de Rondônia do Circuito Estadual Regional de Vôlei de Praia:2011[25]
- Etapa do Maranhão do Circuito Estadual Regional de Vôlei de Praia:2011[24]
- Etapa do Ceará do Circuito Estadual Regional de Vôlei de Praia:2011[23]
- Etapa de Vitória do Circuito Brasileiro de Vôlei de Praia Sub-23:2015[69]
- Etapa de Campo Grande do Circuito Brasileiro de Vôlei de Praia Sub-23:2015[68]
- Etapa de Chapecó do Circuito Brasileiro de Vôlei de Praia Sub-23:2015[67]
- Etapa do Rio de Janeiro do Circuito Brasileiro de Vôlei de Praia Sub-23:2012[39]
- Etapa de Aracaju do Circuito Brasileiro de Vôlei de Praia Sub-23:2012[37]
- Etapa de Aracaju do Circuito Brasileiro de Vôlei de Praia Sub-23:2012[38]
- Etapa de João Pessoa do Circuito Brasileiro de Vôlei de Praia Sub-21:2012[2]
- Etapa de São José do Circuito Brasileiro de Vôlei de Praia Sub-21:2012[32]
- Etapa de Fortaleza do Circuito Brasileiro de Vôlei de Praia Sub-21:2012[31]
- Etapa de Florianópolis do Circuito Brasileiro de Vôlei de Praia Sub-21:2012[30]
- Circuito Brasileiro de Voleibol de Praia Sub-21:2011[2]
- Etapa de Salvador do Circuito Brasileiro de Vôlei de Praia Sub-21:2011[14]
- Etapa de Curitiba do Circuito Brasileiro de Vôlei de Praia Sub-21:2011[15]
- Etapa de Vitória do Circuito Brasileiro de Vôlei de Praia Sub-21:2011[16]
- Etapa do Rio de Janeiro do Circuito Brasileiro de Vôlei de Praia Sub-21:2011[16]
- Etapa de Balneário Camboriú do Circuito Brasileiro de Vôlei de Praia Sub-21:2011[16]
- Etapa de Santa Maria do Circuito Brasileiro de Vôlei de Praia Sub-21:2011[16]
- Etapa de Aracaju do Circuito Brasileiro de Vôlei de Praia Sub-21:2011[16]
- Etapa de Maceió do Circuito Brasileiro de Vôlei de Praia Sub-21:2011[16]
- Etapa de Guarujá do Circuito Brasileiro de Vôlei de Praia Sub-21:2011[17]
- Etapa de Recife do Circuito Brasileiro de Vôlei de Praia Sub-21:2011[18]
- Circuito Brasileiro de Voleibol de Praia Sub-19:2010[5]

## Premiações Individuais
- Revelação do Circuito Brasileiro Banco do Brasil de 2011 [2]
- Melhor Levantamento do  Circuito Brasileiro de Vôlei de Praia Sub-21 de 2011[20]